# A Lei
A Lei, originalmente La Loi em francês, é um livro de 1850 de Frédéric Bastiat. Ele foi escrito em Mugron dois anos após a terceira Revolução Francesa de 1848 e alguns meses antes de sua morte por turbeculose aos 49 anos. O ensaio foi influenciado pelos Dois Tratados sobre o Governo de John Locke e acabou influenciando o Economia numa única lição de Henry Hazlitt. É o trabalho pelo qual Bastiat ficou famoso, juntamente com The candlemaker's petition e Parable of the broken window (Parábola da Janela Quebrada).
Em A Lei, Bastiat afirma que cada um de nós possui um direito natural que defende sua pessoa, liberdade e propriedade. O Estado é a substituição das forças individuais pela força coletiva, para garantir as pessoas as liberdades, as propriedades, manter cada qual em seu Direito, para fazer reinar entre todos a justiça. A lei torna-se perversa quando pune o direito de auto-defesa em favor de outro direito, a pilhagem.

## Citações contemporâneas mencionadas no livro
- Charles Forbes René de Montalembert
- Pierre Carlier
- William Penn

- Charles Dupin
- Jacques-Bénigne Bossuet
- François Fénelon
- Charles de Secondat, barão de Montesquieu
- Jean-Jacques Rousseau
- Guillaume Thomas François Raynal
- Gabriel Bonnot de Mably
- Étienne Bonnot de Condillac
- Louis de Saint-Just
- Maximilien Robespierre
- Jacques Nicolas Billaud-Varenne
- Louis Michel le Peletier de Saint-Fargeau
- Morelly
- François-Noël Babeuf
- Robert Owen
- Claude Henri de Rouvroy, comte de Saint-Simon
- Charles Fourier
- Louis Blanc
- Pierre-Joseph Proudhon
- Étienne Cabet
- Pierre Laurent Barthélemy, comte de Saint-Cricq
- Viscount André de Melun
- Adolphe Thiers
- Victor Prosper Considérant